# Рестолцу-Дешерт
Рестолцу-Дешерт (рум. Răstolțu Deșert) — село у повіті Селаж в Румунії. Входить до складу комуни Агріж.
Село розташоване на відстані 370 км на північний захід від Бухареста, 16 км на південний схід від Залеу, 46 км на північний захід від Клуж-Напоки.

## Населення
За даними перепису населення 2002 року у селі проживали 353 особи. Усі жителі села рідною мовою назвали румунську.
Національний склад населення села:
| Національність | Кількість осіб | Відсоток |
| -------------- | -------------- | -------- |
| румуни         | 292            | 82,7%    |
| цигани         | 60             | 17,0%    |